# Desportesius
Desportesius ist eine Gattung der Rollschwänze mit zehn Arten. Sie sind Parasiten im Muskelmagen von Reihern.

## Merkmale
Desportesius hat die Merkmale der Acuariinae. Die strangartigen Ornamentierungen (Cordons) der Kopf-Kutikula weisen im hinteren Bereich Verdickungen auf und sind oft mit Dornen besetzt.

## Systematik
Das Interim Register of Marine and Nonmarine Genera listet folgende Arten:
- Desportesius ardeai (Agrawal, 1965)
- Desportesius brevicaudatus Dujardin, 1845
- Desportesius equispiculatus Wu & Liu, 1943
- Desportesius groffi Li, 1934
- Desportesius invaginatus Linstow, 1901
- Desportesius longevaginatus Molin, 1860
- Desportesius orientalis Wu, 1933
- Desportesius sagittatus Rudolphi, 1809
- Desportesius skrjabini Ilyas, 1980
- Desportesius triaenucha Wright, 1879